# Quincy Douby
Quincy Douby (Brooklyn, Nueva York, 16 de mayo de 1984) es un exjugador de baloncesto estadounidense que disputó trece años de carrera como profesional. Con 1,91 metros de estatura, jugaba en la posición de escolta.

## Carrera

### Instituto
Douby empezó jugando en la 2001-02 el Instituto Grady de Brooklyn. Ese año acabó primero en puntos en lo que a institutos públicos de Nueva York se refiere, con 35.6. Llegó a la barrera de 60 puntos en dos encuentros, incluido en uno donde acabó con 18-21 en triples. En la 2002-03 se fue a Thomas More Prep, también de Brooklyn, donde promedió 20.6 puntos.

### Universidad
Luego pasó tres temporadas con los Scarlet Knights de la Universidad Rutgers. Douby impresionó en la 2003-04, en su año freshman, con 12,5 puntos por partido y una tremenda actuación en la semifinal del NIT ante Iowa State con 35 puntos. El equipo alcanzó las finales pero perdieron ante Michigan. Quincy fue nombrado en el quinteto rookie de la Big East.
Siguió mejorando sus números, y como sophomore se fue hasta los 15,1 puntos (11 en la Big East) y 3,38 asistencias por partido. Fue nombrado una vez Jugador de la Semana en noviembre en la Big East junto con Tyrone Sally, de West Virginia.
En la 2005-06, se convirtió en uno de los jugadores referencia de la Big East. Con 25,1 puntos (además de 4,3 rebotes y 3,1 asistencias) de media, acabó liderado la clasificación de anotadores en la Big East) y acabando sexto en todo el país, además de estar incluido, lógicamente, en el mejor quinteto. Se convertía además en el primer jugador de esta universidad en liderar la Big East en puntos y en el máximo anotador en una temporada en la historia de la Universidad de Rutgers con 839 puntos. También ostentó el récord de puntos en un partido en la Big East con 41 puntos ante Syracuse en el Carrier Dome, el 1 de febrero de 2006, su momento más dulce como jugador.
Douby lideró a su equipo a su primera victoria en una ronda del torneo Big East. Fue sobre la Universidad de Seton Hall, donde el escolta hizo 31 puntos. 
Al finalizar la temporada Quincy contrató un agente, con lo que no podía dar marcha atrás y volver a la Universidad. Le esperaba el draft de la NBA después de haberse convertido en uno de los jugadores más importantes en la historia de los Rutgers.

### Profesional
Douby fue elegido por Sacramento Kings en el puesto 19 de 1.ª ronda en el draft de 2006, convirtiéndose, así, en el primer jugador de los Rutgers en ser elegido en 1.ª ronda desde Roy Hinson en 1983. El 3 de julio de 2006 firmó su contrato con los Kings.
No gozó de muchas oportunidades en un equipo que estuvo intentando meterse en playoffs hasta mitad de temporada. En 8.5 minutos de media hizo 2.8 puntos. En los últimos 4 partidos de la temporada promedió 8 puntos. Su mejor actuación en su año rookie llegó el 30 de diciembre de 2006 ante Golden State Warriors, donde se fue hasta los 21 puntos y 5 rebotes. El 19 de febrero de 2009 fue cortado por los Kings.
El 24 de marzo de 2009 firmó un contrato de 10 días con Toronto Raptors.
Su salida de Estados Unidos llega en la temporada 2009-10 cuando ficha por el equipo turco Darussafaka, donde firma una media de nada más y nada menos de 28,9 puntos y casi 5 asistencias en los 21 partidos que disputó. Para la siguiente temporada decide probar fortuna en la liga China en el Xinjiang Flying Tigers de la Chinese Basketball Association.
En marzo de 2012 firma un contrato temporal con el CB Murcia para suplir la baja del lesionado Curtis Jerrells.
En la temporada 2012-13 firmaría con los Zhejiang Chouzhou Golden Bulls de la Chinese Basketball Association, dónde pasaría a los anales de la historia del baloncesto por anotar 75 puntos en un partido de la liga China. Su proeza fue el 2 de enero de 2013 contra los Shanxi Brave Dragons, entrenados por el español Chus Mateo.  Esa temporada promedió 31,6 puntos por encuentro y consiguió varios récords de la CBA, como el de más puntos en un partido de las finales (53) y en un All-Star game (44). 
Cuando terminó la liga China, se marcó al Líbano a las filas del Sagesse Beirut. Luego, en septiembre de 2013, jugó con el equipo jordano Applied Science University, la FIBA Asia Clubs Champions Cup de 2013.

[actualizar]
Pondría fin a su etapa como jugador en 2019 tras jugar en el Beirut Club.

## Estadísticas de su carrera en la NBA

### Temporada regular
| Año     | Equipo     | PJ  | PT | MPP  | %TC  | %3P  | %TL  | RPP | APP | ROB | TPP | PPP |
| ------- | ---------- | --- | -- | ---- | ---- | ---- | ---- | --- | --- | --- | --- | --- |
| 2006-07 | Sacramento | 42  | 0  | 8.5  | .381 | .240 | .733 | .9  | .4  | .4  | .1  | 2.8 |
| 2007-08 | Sacramento | 74  | 0  | 11.8 | .394 | .344 | .923 | 1.1 | .7  | .4  | .2  | 4.8 |
| 2008-09 | Sacramento | 20  | 0  | 11.4 | .341 | .270 | .933 | 1.3 | .7  | .1  | .2  | 4.2 |
| 2008-09 | Toronto    | 7   | 0  | 10.4 | .545 | .444 | .750 | 1.0 | 1.7 | .4  | .0  | 4.4 |
| Total   | Total      | 143 | 0  | 10.7 | .389 | .312 | .884 | 1.1 | .7  | .3  | .1  | 4.1 |